# Howard Jacobson
Howard Jacobson (* 25. srpna 1942) je britský spisovatel a novinář. Známý je především pro své humorné romány, které se často zaobírají dilematy britských židovských postav. Jacobson je držitelem Man Bookerovy ceny.

## Život
Narodil se v Manchesteru (v hrabství Lancashire) a vyrůstal v Prestwichi. Vystudoval Stand Grammar School ve Whitefieldu, a poté, pod vedením F. R. Leavise, anglický jazyk na Downing College v Cambridge. Tři roky působil jako přednášející na University of Sydney. Po návratu do Británie vyučoval na cambridgeské Selwyn College. Mezi lety 1974 a 1980 přednášel na Wolverhampton Polytechnic.
I přesto, že se označil za „židovskou Jane Austenovou“ (v narážce na novináři přisouzené označení „anglický Philip Roth“) říká: „V žádném případně nejsem žid v tradičním slova smyslu. Ani nechodím do synagogy. Vnímám to tak, že mám židovskou mysl, židovskou inteligenci, a cítím spojení s velkými židovskými mozky minulosti. Jsou to právě zkušenosti posledních 5000 let, které tvoří židovskou podstatu. To ony utvářely židovský smysl pro humor. To ony utvářely židovskou bojovnost a houževnatost.“
Howard Jacobson byl třikrát ženatý. Svoji první manželku Barbaru, se kterou má syna Conrada, si vzal v roce 1964 (tehdy mu bylo 22 let). Rosalin Sadlerovou, svou druhou ženu, si bral v roce 1978, k rozvodu pak došlo v roce 1995. Potřetí se Jacobson oženil v roce 2005, kdy si vzal Jenny De Yong, televizní a rozhlasovou dokumentaristku, o které prohlásil: „Ona je mou poslední ženou. Tak to má být, konečně jsem doma.“
Jacobson byl jednou z 200 veřejně známých osobností, které v srpnu 2014 v rámci kampaně za nezávislost Skotska podepsaly dopis určený listu The Guardian, v němž před zářijovým referendem výjádřili svůj nesouhlasný postoj.

## Kariéra
Jeho působení ve Wolverhamptonu bylo inspirací pro první román Coming from Behind, komedii z vysokoškolského kampusu vyprávějící příběh polytechnické univerzity, která plánuje sloučení s místním fotbalovým klubem. V interview pro BBC z roku 1985 Jacobson uvedl, že v knize popisovaná výuka na fotbalovém stadionu je jedinou její částí založenou na pravdivých událostech.
Jeho beletristické práce, zejména ty vydané po roce 1998, se vyznačují diskurzivním a humorným stylem. Častými tématy Jacobsonových děl jsou vztahy mezi muži a ženami a především židovská zkušenost života v Británii od 50. let dvacátého století. Jacobson je přirovnáván k prominentním americkým židovským spisovatelům jakým je třeba Philip Roth, i proto, že oba ve svých dílech vytvářejí sobě podobné postavy.
Jeho román The Mighty Walzer z roku 1999 vypráví o mladistvém přeborníkovi ve stolním tenisu a odehrává se v Manchesteru 50. let. Jacobson, jenž byl jako teenager fanouškem stolního tenisu, připouští, že obsahuje více autobiografických prvků.
Who's Sorry Now?, román z roku 2002, a Kalooki Nights, vydané v roce 2006, byly v širší nominaci na Man Bookerovu cenu. Jacobson popsal Kalooki Nights jako „nejžidovštější román, který kdy kdo napsal“.
Mimo psaní fikce Jacobson přispívá každý týden komentářem do novin The Independent. Kvůli svým vyjádřením proti antiizraelským bojkotům bývá označován za „liberálního sionistu“.
V říjnu 2010 Jacobson obdržel Man Bookerovu cenu za svůj román The Finkler Question (česky Finklerovská otázka, přel. Magdaléna Potočňáková, nakladatelství Odeon, Praha, 2012, 352 s.), čímž se kniha stala první Man Bookerovou cenou oceněným komediálním románem od roku 1986, kdy cenu obdržel Kingsley Amis za The Old Devils (česky Staří parťáci, přel. Vladimír Medek, nakladatelství Odeon, Praha, 1992, 312 s.). Kniha vydaná nakladatelstvím Bloomsbery prozkoumává, co dnes znamená být židem, ale zároveň pojednává o lásce, ztrátě a přátelství mezi muži. Andrew Motion, předseda komise porotců, prohlásil: „Finklerovská otázka je podivuhodnou knihou, která je nejen legrační, ale také nesmírně chytrá, opravdu smutná a také velice rafinovaná. Je to kniha, která je přesně tím, čím se zdá být, ale je také mnohem víc než to. Man Bookerovu cenu obdržela naprosto zaslouženě.“
Jacobsonův román J byl v září 2014 zařazen do užší nominace na Man Bookerovu cenu za rok 2014.
Románem Shylock Is My Name (2016, č. Šajlok, to jsem já, Práh, 2016) též Jacobson přispěl do nakladatelského projektu Hogarth Shakespeare, který si vzal za cíl převyprávět vybrané hry Williama Shakespearea pro moderní publikum. Jacobson, který se nechal inspirovat Kupcem benátským, zasadil svůj modernizovaný příběh židovského lichváře Šajloka do severozápadní Anglie, konkrétně do cheshirského zlatého trojúhelníku. Vedle novodobé verze Šajloka, magnáta a mecenáše umění Struloviče, v románu vystupuje i původní Shakespearův Šajlok. Román se však výrazně odklání od původní dějové linky a soustředí se mj. na zápletku kolem Šajlokovy/Strulovičovy dcery Jessiky/Beatrice.
Jacobson je zastáncem názoru, že technické vzdělání a vzdělání v přírodních vědách přispívají k hrozbě terorismu víc než vzdělání umělecké a humanitní.